# Tönö
Tönö är öar i Finland. De ligger i Bottenviken och i kommunen Kalajoki i landskapet Norra Österbotten, i den nordvästra delen av landet. Öarna ligger omkring 140 kilometer sydväst om Uleåborg och omkring 440 kilometer norr om Helsingfors.
Arean för den av öarna koordinaterna pekar på är 0,6 hektar och dess största längd är 100 meter i nord-sydlig riktning. I omgivningarna runt Tönö växer i huvudsak blandskog. Närmaste större samhälle är Himango, 6,0 km sydost om Tönö.